# Top 40 Hits
Top 40 Hits — второй полноформатный студийный альбом американской грайндкор группы Anal Cunt, выпущенный в 1995 году лейблом Earache.

## Об альбоме
Top 40 Hits является попыткой группы перехода от ультра-нойзкорного стиля к более медленному хардкору, хотя альбом представляет собой смещение нескольких стилей. На этом альбоме также представлены многочисленные каверы, в том числе на Руперта Холмса — «Escape (The Pina Colada Song)», The Guess Who — «American Woman», Элтона Джона — «I’m Still Standing», а также кавер на Bee Gees — «Stayin' Alive». Oi! версия этой песни была выпущена в качестве рекламного сингла до выхода альбома.
Рифф из песни «Lenny’s in My Neighborhood» был использован в песне «Beat Rodney Down» Vaginal Jesus.

## Обложка
Обложка этого альбома пародирует обложки альбомов, выпущенных в 1970-х годах японской компанией K-Tel.

## Список композиций
1. «Some Hits» — 1:18
2. «Some More Hits» — 0:45
3. «Pepe, the Gay Waiter» — 0:38
4. «Even More Hits» — 0:49
5. «M.J.C.» — 1:27
6. «Flower Shop Guy» — 0:51
7. «Living Colour Is My Favorite Black Metal Band» — 0:49
8. «Lenny’s In My Basement» — 0:40
9. «Stayin' Alive (Oi! Version)» — 1:23
10. «Benchpressing Effects on Kevin Sharp’s Vocals» — 0:38
11. «Josue» — 0:11
12. «Delicious Face Style» — 2:01
13. «19 to Go» — 0:16
14. «Stealing Seth’s Ideas: the New Book by Jon Chang» — 1:06
15. «Morbid Dead Guy» — 1:00
16. «Believe in the King» — 0:57
17. «Don’t Call Jap Core» — 0:35
18. «Shut Up Mike (Part 2)» — 0:33
19. «Hey, Aren’t You Gary Spivey?» — 0:43
20. «Breastfeeding J.M. J. Bullock’s Toenail Collection» — 4:49
21. «Foreplay With a Tree Shredder» — 0:50
22. «2 Down; 5 to Go» — 0:31
23. «I Liked Earache Better When Dig Answered the Phone» — 0:29
24. «Brain Dead» — 1:34
25. «Newest H.C. Song #3» — 0:25
26. «The Sultry Ways of Steve Berger» — 0:52
27. «Escape (The Pina Colada Song)» — 1:00
28. «Lives Ruined by Music» — 2:12
29. «Still a Freshman After All These Years» — 0:47
30. «I’m Still Standing» — 0:10
31. «Art Fag» — 0:48
32. «John» — 0:37
33. «Newest H.C. Song #4» — 0:15
34. «Song #9» — 1:33
35. «Cleft Palate» — 0:18
36. «Theme From The A-Team» — 0:46
37. «Old Lady Across the Hall With No Life» — 1:06
38. «Shut Up Paul» — 0:23
39. «Lazy Eye (Once a Hank, Always a Hank)» — 1:03
40. «American Woman» — 2:05

## Варианты издания[2]
| Страна              | Дата | Лейбл         |
| ------------------- | ---- | ------------- |
| Великобритания (CD) | 1995 | Earache       |
| США (CD)            | 1994 | Earache       |
| Япония (CD)         | 2006 | Toy’s Factory |

## Авторство песен
- Треки 1,2, 4, 5, 7, 8, 10, 11, 14, 16, 19, 22, 23, 26, 29, 32, 35, 37, 38 и 39 написаны Anal Cunt.
- Треки 3, 6, 12, 13, 15, 17, 20, 21, 28, 33 и 34 написан Сетом Путнамом.
- Трек 9 — автор Bee Gees (Барри Гибб, Робин Гибб и Морис Гибб), Oi! аранжировка — Anal Cunt.
- Трек 18 написан Bratface и Anal Cunt.
- Трек 24 написан Джоном Козиком и Сетом Путнамом.
- Трек написан 25 Саломоном Пэттисом ,Куртом Хабельтом и Сетом Путнамом
- Трек 27 — автор Руперт Холмс, аранжировка — Anal Cunt.
- Трек 30 — автор Элтон Джон и Берни Топин (не указан в титрах), аранжировка Anal Cunt.

## Участники записи
- Сет Путнам — вокал
- Пол Краньяк — гитара
- Джон Козик — гитара
- Тим Морс — барабаны